# SN 441011
SN 441011, do leta 2019 SEV 1011, je švicarski standard za vtiče in vtičnice za gospodinjsko uporabo in podobne namene. Vtič SN 441011 tip 12 in vtičnica SN 441011 tip 13 sta mednarodno znana tudi kot tip J. Poleg Švice se ta standard uporablja tudi v Lihtenštajnu. Dvopolni vtič za 10 A, enak vtiču SN 441011 tip 11, lahko najdemo tudi v Italiji oz. izven Italije na napravah italijanskih proizvajalcev.
Vtični sistem, opredeljen v standardu za izmenično napetost 250 V ali 440 V pri 50 Hz, je zasnovan tako, da je "hierarhično združljiv navzdol". To pomeni, da vtičnice, zasnovane za 16 amperov, sprejemajo tudi vtiče za 10 amperov, ne pa tudi obratno in da lahko dvo- ali tropolne (enofazne) vtiče uporabimo tudi s 5-polnimi (trifaznimi) vtičnicami. Evrovtič (2,5 A) je primeren tudi za vse štiri tipe vtičnic.
V vseh izvedbah s tremi ali petimi kontaktnimi zatiči (tip 12/13, 15, 23 in 25) je srednji pol zaščitni kontakt. Čeprav so zatiči enake dolžine, vzpostavlja zaščitni stik kot prvi, ker se nahajajo stiki za nevtralne in fazne vodnike globlje v ohišju. Razmik zatiča za zaščitni vodnik zagotavlja zaščito pred spremembo polarnosti: če je zaščitni kontakt enofaznih vtičnic obrnjen navzdol, gledano od spredaj, je fazni vodnik na desni. Vsi štirje trenutni tipi vtičnic so opremljeni z zaščitnimi ovratniki. Vtičnic brez zaščitnih ovratnikov (T12) ni več dovoljeno dajati na trg od leta 2017 in so bile tudi prej dovoljene samo zunaj mokrih prostorov, vendar je uporaba obstoječih tovrstnih vtičnic še naprej dovoljena.

## Hierarhični pregled vrst vtičev in vtičnic
|      | Enofazno | Trifazno |
| ---- | -------- | -------- |
| 10 A | tip 13   | tip 15   |
| 16 A | tip 23   | tip 25   |

|       | Enofazno L+N      | Enofazno L+N+PE | Trifazno 3L+N+PE | Prerez zatičev    |
| ----- | ----------------- | --------------- | ---------------- | ----------------- |
| 2,5 A | Evrovtič          |                 |                  | 4 × π ≈ 12,57 mm² |
| 10 A  | tip 11            | tip 12          | tip 15           | 4 × π ≈ 12,57 mm² |
| 16 A  | (ni slike) tip 21 | tip 23          | tip 25           | 4 × 5 = 20 mm²    |